# Erste Bank Open 2011
Erste Bank Open 2011 — тенісний турнір, що проходив на кортах з твердим покриттям у місті Відень, Австрія з 24 жовтня . Належав до категорії ATP World Tour 250, був турніром серії Vienna Open 2011 року.

## Фінальна частина

### Одиночний розряд
Жо-Вілфрід Тсонга —  Хуан Мартін дель Потро 6–7(5–7), 6–3, 6–4

### Парний розряд
Боб Браян /  Майк Браян —  Максим Мирний /  Деніел Нестор 7–6(12–10), 6–3